# Irish McCalla
Irish McCalla; eigentlich Nellie Elizabeth McCalla (* 25. Dezember 1928 in Pawnee City, Nebraska; † 1. Februar 2002 in Tucson, Arizona) war eine US-amerikanische Schauspielerin, Fotomodell und Malerin.

## Leben und Karriere
McCalla wuchs zusammen mit sieben Geschwistern auf, ihr Vater arbeitete als Fleischer. Zwischen 1939 und 1942 wechselte die Familie dreimal den Wohnort. Mit 17 Jahren zog McCalla mit einigen ihrer Geschwister nach Südkalifornien, wo sie als Kellnerin und bei einem Flugzeughersteller arbeitete. 1951 heiratete sie den Versicherungskaufmann Patrick McIntyre und gebar zwei Söhne. Die Ehe hielt bis 1957.
Nachdem sie von einem Fotograf mit der Bitte als Miss Navy Day Modell zu stehen angesprochen wurde, arbeitete sie als Pin-up-Girl und Fotomodell. Für den Pin-up-Künstler Alberto Vargas stand sie Modell und gilt daher auch als eines der Varga-Girls. Sie zierte das Cover zahlreicher Zeitschriften wie Eve (1950), People Today (1954), Fabulous Females (1955) oder Blighty (1957).
1952 wurde sie in einer unbedeutenden Nebenrolle in dem Film River Goddesses besetzt. Ihren nationalen Durchbruch schaffte sie, als sie 1955 die Hauptrolle in der Fernsehserie Sheena – Königin des Dschungels übernahm. Basierend auf einer Comicfigur von 1937 spielte sie Sheena, die als Waisenkind im afrikanischen Dschungel aufgewachsen ist und mit Tieren sprechen kann. Als weibliches Gegenstück zu Tarzan präsentiert sie sich mit kurvenreicher Figur und im knappen Leopardenfell-Bikini. Insgesamt wurden von 1955 bis 1956 26 Folgen gedreht. Über ihre Rolle sagte sie später: „I couldn't act, but I could swing through the trees“ (Ich konnte nicht schauspielern, aber mich durch die Bäume schwingen).
Nach ihrer Scheidung 1957 heiratete sie 1958 den britischen Schauspieler Patrick Horgan, die Ehe wurde 1963 geschiedenen. McCalla spielte nach Sheena in einigen Spielfilmen und Fernsehserien mit. In späteren Jahren widmete sie sich vermehrte der Malerei und wurde Mitglied der Woman Artists of the American West. Einige ihrer Werke wurden im Los Angeles Museum of Arts and Sciences ausgestellt. Sie starb 2002 in an einem Schlaganfall.
Irish McCalla hat einen Stern auf dem Hollywood Walk of Fame (1722 Vine Street).

## Filmografie
Filmauftritte
- 1952: River Goddesses
- 1958: She Demons
- 1959: Die Haltlosen (The Beat Generation)
- 1959: Five Gates to Hell
- 1960: Five Bold Women
- 1962: Hands of a Stranger

Fernsehauftritte
- 1955–1956: Sheena: Queen of the Jungle
- 1957: The Steve Allen Show
- 1959: Disneyland '59
- 1963: Have Gun – Will Travel